# Brainstorm (film)
|  | Denne artikel er oprettet af botten Steenthbot ud fra en ekstern database. Den kan derfor have sproglige fejl eller mangler. Denne skabelon kan fjernes efter kontrol af indholdet. |

Brainstorm er en dansk filmskolefilm fra 1993 instrueret af Martin Lima de Faria og efter manuskript af Martin Lima de Faria og Carsten Kressner.

## Handling
En hjerne ankommer til et forskningslaboratorium, hvor der arbejdes med synsforskning. Hjernen er klinisk død og renset for aktivitet, undtagen i synscentret. Felicia knokler dag og nat med hjernens syn og sin afhandling. Imens begynder hjernen at vågne. Den ikke bare ser, men reagerer på det, den ser omkring sig. Den udsender signaler over måleapparaterne, som opfattes meget forskelligt af forskerne. Felicia kan ikke ignorere, at denne hjerne er anderledes, og måske ved bevidsthed.

## Medvirkende
- Tine Miehe-Renard
- John Hahn-Petersen
- Peter Jorde